# Preiļi
Preiļi (deutsch Prely) ist eine Stadt in Latgale, Lettland, 204 Kilometer südöstlich von Riga und 55 Kilometer nördlich von Daugavpils gelegen. Sie ist Hauptort des nach ihr benannten Bezirks (lettisch: Preiļu novads). Durch die Stadt fließt die Preiļupe. Im Jahre 2022 zählte Preiļi 6.026 Einwohner.

## Geschichte
Im Gebiet des heutigen Ortes befanden sich lettgallische Siedlungen. 1250 wurde Preiļi erstmals schriftlich erwähnt.
1897 hatte der Ort 2104 Einwohner. Wegen des Ersten Weltkriegs und Migration sank die Einwohnerzahl bis 1935 auf 1662, mit einem Anteil von 51 % Juden.
Nach dem Zweiten Weltkrieg erfolgte durch Ansiedlung von Industrie sowie Anwerbung aus anderen Sowjetrepubliken eine Vergrößerung. 1991 waren 9421 Einwohner registriert. Die Bevölkerung setzte sich 1999 aus folgenden Gruppen zusammen: Letten (54,4 %); Russen (39,6 %); Polen (1,9 %); Belarussen (1,5 %); Zigeuner (1,2 %).

## Sehenswürdigkeiten
- Katholische Kirche der Heiligen Jungfrau Maria in Preiļi, erbaut 1886 im neugotischen Stil
- Herrenhaus Preiļi (lettisch: Preiļu muiža) aus dem frühen 19. Jahrhundert, von 1860 bis 1865 im neugotischen Stil erneuert
- Mausoleum des Adelsgeschlechts Von der Borch-Lubeschütz, den seinerzeitigen Eigentümern des Guts, erbaut 1817 im klassizistischen Stil

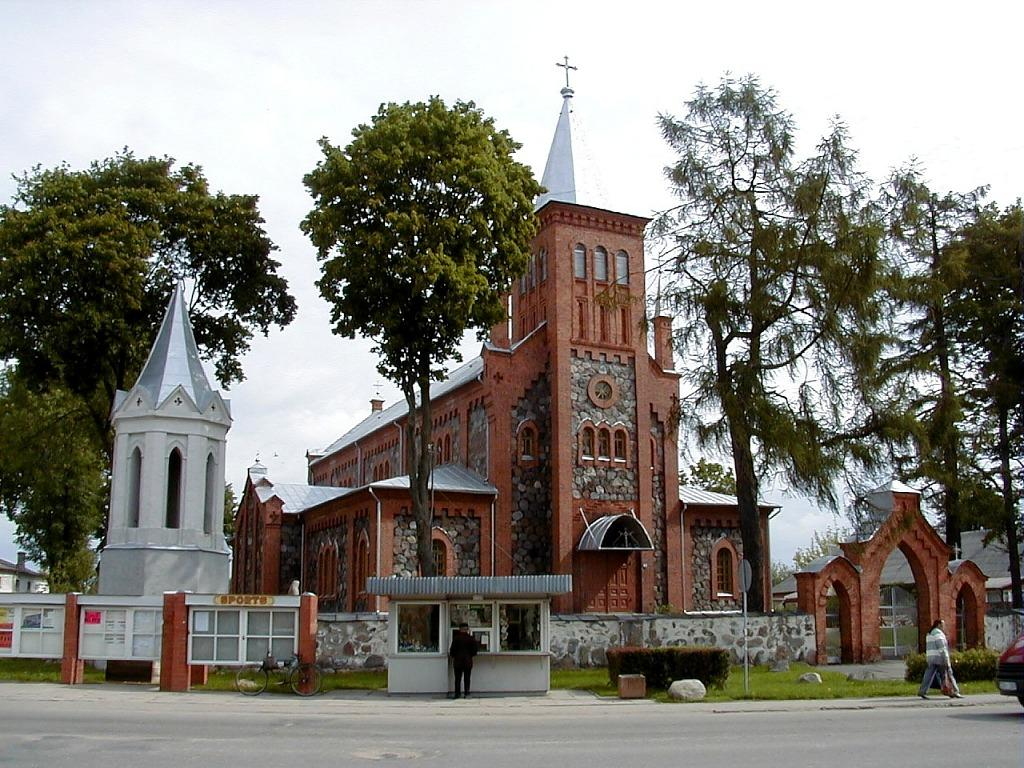
Katholische Kirche
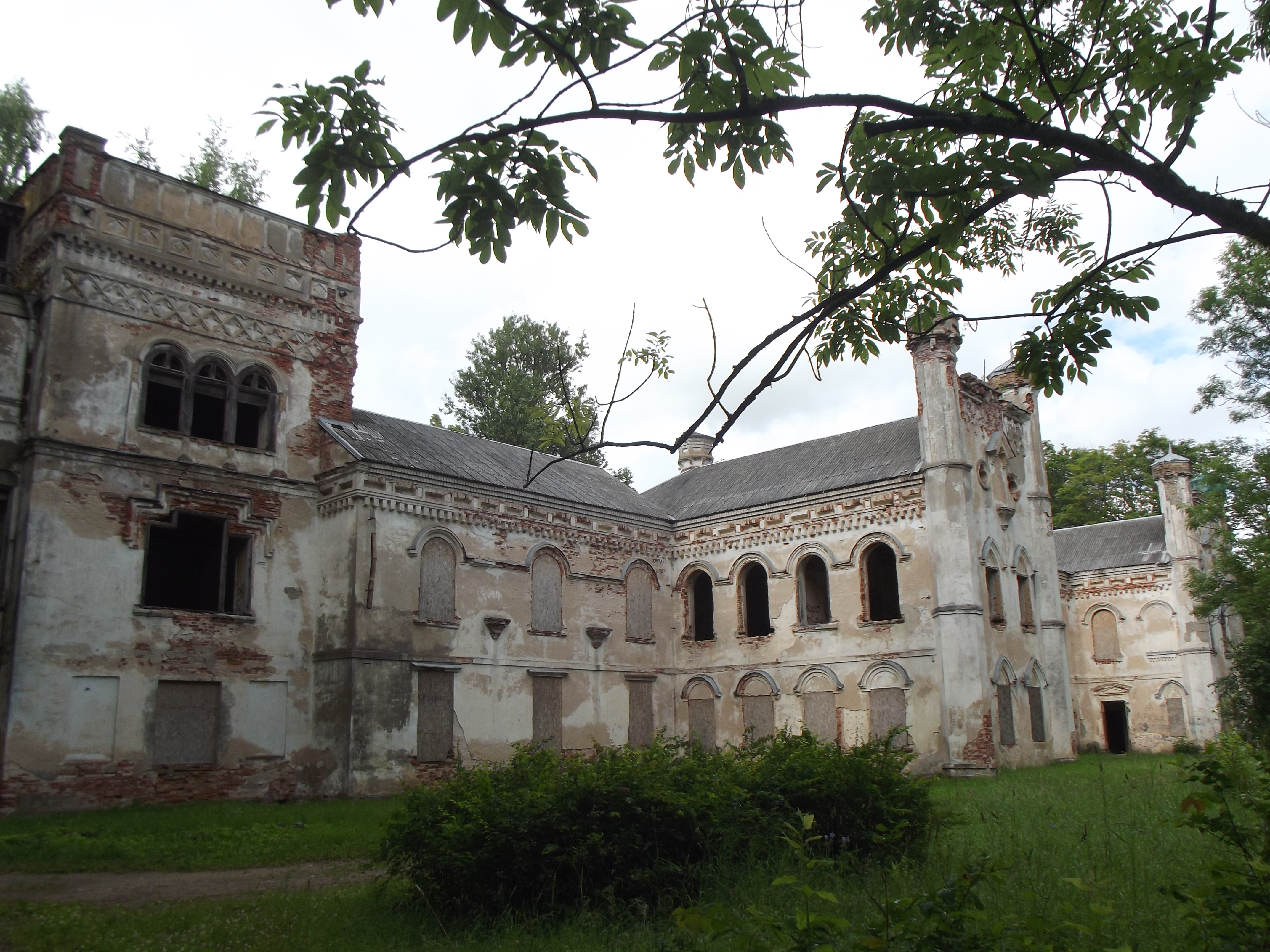
Herrenhaus Prely
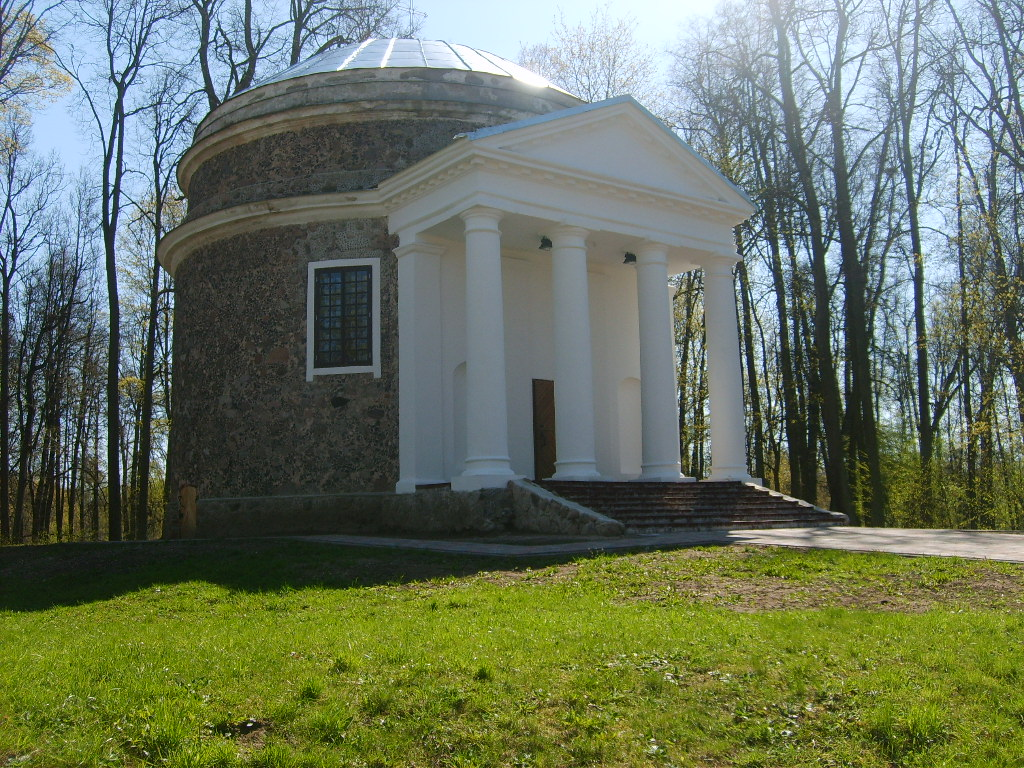
Mausoleum Von der Borch

## Sonstiges
Nach einer Verwaltungsreform bildeten 2009 die Stadt und vier Landgemeinden einen Bezirk (novads). Es lebten hier im Jahr 2010 11.764 Einwohner.

## Personen
- Julijans Vaivods (1895–1990), Apostolischer Administrator von Riga
- Andreas Jawlensky (1902–1984), Maler
- Jānis Ivanovs (1906–1983), Komponist
- Kristiāns Pelšs (1992–2013), Eishockeyspieler
- Artur Karwazki (* 1996), belarussischer Handballspieler